# Dinnenahalli, Gauribidanur
Dinnenahalli là một làng thuộc tehsil Gauribidanur, huyện Kolar, bang Karnataka, Ấn Độ.